# رين كارب
رين كارب (بالإستونية: Raine Karp)‏ هو مهندس معماري إستوني، ولد في 23 يوليو 1939 في تالين في إستونيا.